# Durham (taurine)

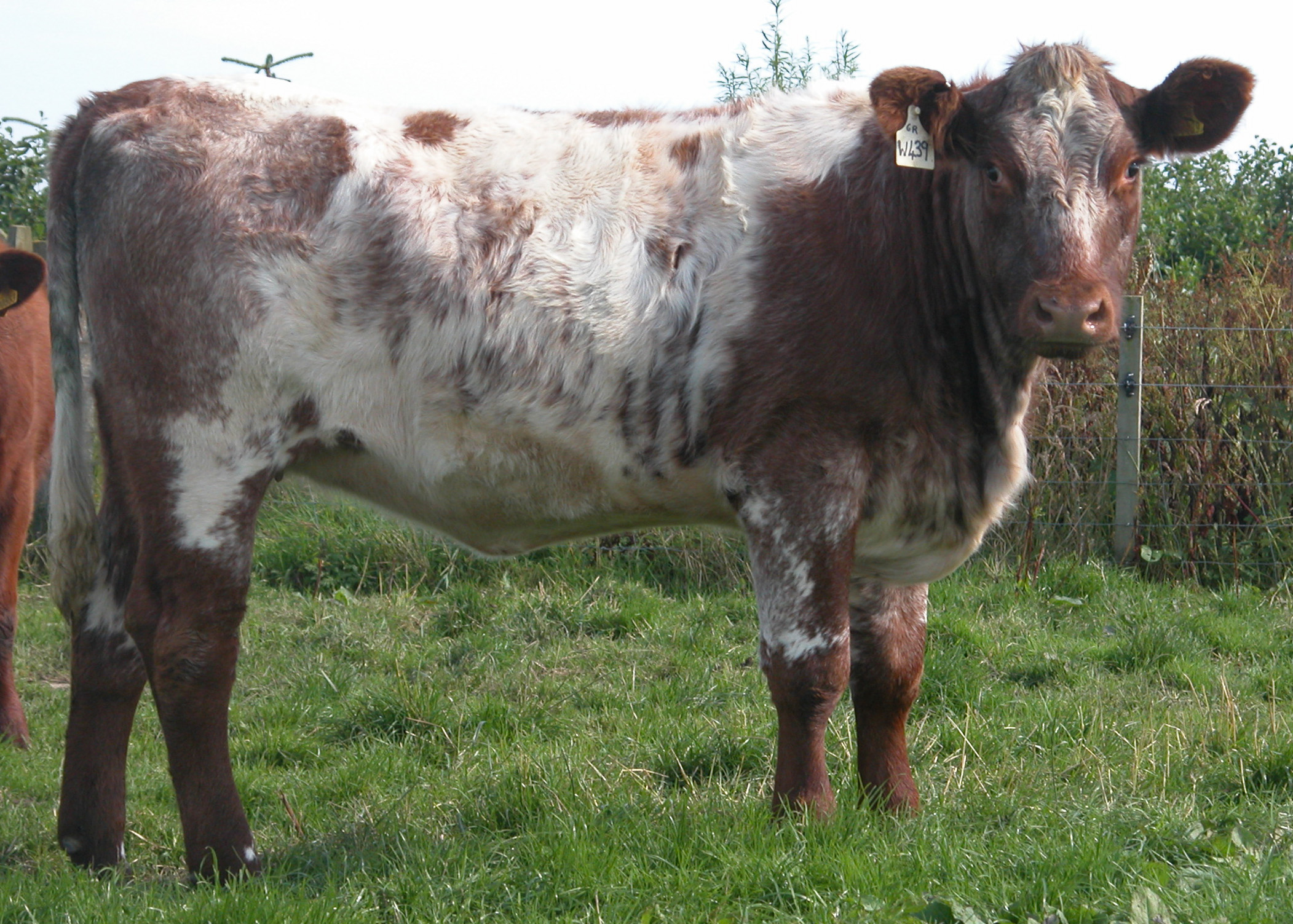
Shorthorn

Durham este o rasă de taurine creată în regiunea Durham din Anglia și crescută pentru producția de carne. Aceste taurine sunt cunoscute și sub denumirea shorthorn. 
Durham o rasă precoce, cu o dezvoltare corporală masivă, cu cap relativ mic și cu membre scurte. Culoarea este variată, mai des roșiatică, roșie pestriță sau roșie-deschis. 
Greutatea vie ajunge până la 550-600 de kilograme, cu un randament de tăiere de 55%-65%. 